# Moschea Bianca
La moschea Bianca (in albanese Xhamia e Bardhë) è ciò che resta di un'antica moschea situata nel castello di Berat, a Berat, in Albania. Rientra nei monumenti culturali religiosi dell'Albania dal 1961.